# Питър Хамилтън
Питър Ф. Хамилтън (роден на 2 март 1960) е британски писател на научна фантастика.
Той е най-известен със своята космическа опера. С публикуването на десетия му роман през 2004 г. неговите творби достигат продажби от 2 милиона екземпляра по света, което го прави най-продавания британски автор на научна фантастика.

## Биография
Питър Ф. Хамилтън е роден в Рутланд, Англия, на 2 март 1960 г. Не е учил в университет. В едно интервю заявява: „Занимавах се с наука в училище, докато станах на 18, още на 16 спрях да уча английски, английска литература, писане, просто не бях заинтересован в онези дни.“
След като започва да пише през 1987, продава първия си кратък разказ на списание Фиър през 1988-а. Първият му роман, „Mindstar Rising“, е публикуван през 1993-та, последван от „A Quantum Murder“ и „The Nano Flower“. След това той пише обемна космическа опера, наречена трилогията „The Night's Dawn“. Неговата най-нова творба е „The Temporal Void“. Към 2008 той все още живее в Рутланд, близо до Рутланд Уотър, заедно с жена си Кейт, дъщеря си Софи и сина си Феликс.

## Стил на писане
Питър Ф. Хамилтън обикновено използва чист, прозаичен стил. Неговата космическа опера е характерна с начина, по който превключва между няколко различни персонажи – често има трима или повече, чийто пътища започват разделени и се пресичат в някакъв момент. Чести теми в неговите книги са политиката, религията и въоръжените конфликти. Макар и рядко, в книгите му има и сексуални сцени, някои от които доста откровени.
Критиците поставят Хамилтън в една група с Алистър Рейнолдс, Стивън Бакстър, Кен Маклеод и други писатели на космическа фантастика от Обединеното кралство.

### Трилогия заГрег Мандел
1. Възходът на майндстар – Mindstar Rising (1993), ISBN 0-330-32376-8
2. Квантово убийство – A Quantum Murder (1994), ISBN 0-330-33045-4
3. Нано-цвете – The Nano Flower (1995), ISBN 0-330-33044-6

#### Трилогия за Зората на нощта
1. Дисфункция на реалността – The Reality Dysfunction (1996), ISBN 0-330-34032-8
2. Неутронният алхимик – The Neutronium Alchemist (1997), ISBN 0-330-35143-5
3. Голият Бог – The Naked God (1999), ISBN 0-330-35145-1

### Вселената на Федерацията
- Пропиляна младост – Misspent Youth (2002), ISBN 0-330-48022-7

#### Сага за Федерацията
1. Звездата на Пандора (2004), ISBN 0-330-49331-0
2. Освободеният Юда (2005), ISBN 0-330-49353-1

#### Трилогия за пустошта
1. Бленуващата пустош – The Dreaming Void (2007), ISBN 978-1-4050-8880-0
2. Времевата пустош – The Temporal Void (2008), ISBN 978-1-4050-8883-1
3. Еволюционната пустош – The Evolutionary Void (2010) ISBN 978-0-345-49657-7

### Други романи
- Паднал дракон – Fallen Dragon (2001), ISBN 0-330-48006-5